# 酒井豊子
酒井 豊子（さかい とよこ、1932年 - ）は、日本の服飾学者、東京都立立川短期大学・放送大学名誉教授。

## 来歴
東京生まれ。1955年、お茶の水女子大学家政学部被服学科卒業。1958年、東京工業大学大学院理工学研究科修士課程繊維工学専攻修了、実践女子大学助手。1961年、東京都立立川短期大学講師、助教授、教授。1978年、「分散染料の染色過程と高分子高次構造に関する研究」により東京工業大学より工学博士の学位を取得。1989年定年退官、名誉教授、放送大学教授。2004年同退任、名誉教授。

## 共編著
- 『被服材料学』林雅子共著.実教出版、1975年。
- 『衣生活の科学』編著.放送大学、1991年。
- 『家政原論 家庭生活の現代的課題』編著.放送大学、1991年。
- 『衣生活論 衣生活の検証』編著.放送大学、1992年。
- 『着心地の追究』丹羽雅子共編著.放送大学、1995年。
- 『衣・食・住の科学』本間博文共編著.放送大学、1996年。
- 『家政学概論』責任編集.メヂカルフレンド社、1997年、最新介護福祉全書
- 『新被服学概論』酒井哲也共著.善本社、1997年。
- 『着ごこちの追求』田村照子共編著.放送大学、1999年。
- 『ファッションと生活 現代衣生活論』藤原康晴共編著.放送大学、1999年。
- 『共生の時代を生きる 転換期の人間と生活』江渕一公、森谷正規共編著.放送大学、2000年。
- 『現代モード論』北山晴一共編著.放送大学、2000年。
- 『衣生活の科学』牛腸ヒロミ共編著.放送大学、2002年。
- 『生活科学 1』伊藤セツ共編著.放送大学、2002年。

## 翻訳
- スーザン・コンウェイ『タイの染織』めこん、2007年。[2]